# Aïn Aïcha
Aïn Aïcha (arabiska: عين عائشة) är en ort i Marocko, som i folkräkningen räknas som stad i landskommunen med samma namn. Den ligger i provinsen Taounate och regionen Fès-Meknès, 200 km öster om huvudstaden Rabat. Antalet invånare var 7 106 vid folkräkningen 2014.